# Euroscaptor orlovi
Euroscaptor orlovi és una espècie d'eulipotifle de la família dels tàlpids. Viu al nord del Vietnam, el sud de la Xina i, possiblement, el nord de Laos. Té una llargada de cap a gropa de 115–129 mm i una cua que fa una mica més d'una desena part de la llargada total. Aquest tàxon fou anomenat en honor del mastòleg rus Nikolai L. Orlov. Com que fou descoberta fa poc, encara no se n'ha avaluat l'estat de conservació.